# Юлий Сатурнин
Секст (Гай?) Юлий Сатурнин (лат. Sextus (Gaius?) Julius Saturninus) — полководец, римский император, узурпатор, по происхождению галл (по другим известиям, мавр), был известен при Аврелиане как выдающийся полководец.
Вопреки императорскому распоряжению он переселился при Пробе в Александрию, где был провозглашён Августом. Не желая, однако, возложить на себя знаки императорского достоинства, он удалился в Палестину, но здесь в целях личной безопасности согласился принять титул императора. Проб, который любил Сатурнина и не хотел верить его измене, выслал против него небольшой отряд. Сатурнин заперся в Апамее и вскоре, вопреки желанию Проба, был убит своими солдатами. Монеты Сатурнина чрезвычайно редки. На сегодняшний день их известно лишь две, обе — ауреусы.
Возможна идентификация Сатурнина с консулом-суффектом Юлий Сатурнином Фортунатианом.